# David Stewart (futbolista)
David Steel Stewart (11 de marzo de 1947 - 13 de noviembre de 2018) fue un futbolista escocés que jugaba como portero.
Después de ganar la Scottish Junior Cup con Kilsyth Rangers, fue fichado por el Ayr United de Ally MacLeod, con quien jugó en dos semifinales de la copa sénior. Luego fichó por Don Revie en el Leeds United, donde jugó cuando el Leeds perdió 2-0 ante el Bayern de Múnich en la final de la Copa de Europa de 1975. 
Fichó por Ron Atkinson en el West Bromwich Albion, pero no jugó para su primer equipo. Luego ganó el ascenso a la máxima categoría del fútbol inglés en su primera temporada en el Swansea City de John Toshack. Stewart detuvo un penalti en su única aparición con la selección nacional de fútbol de Escocia, una derrota por 1-0 en Alemania del Este en 1977.

## Primeros años
Stewart nació en Glasgow y, al terminar la escuela, se formó como tapicero y montador de alfombras. Jugó al fútbol en los equipos juveniles locales Wellshot y luego Shettleston Violet, desde donde se unió a Kilsyth Rangers de la Asociación Escocesa de Fútbol Juvenil. El club de Kilsyth ganó la Copa Escocesa Juvenil en 1967; vencieron a Rutherglen Glencairn por 3-1 en una final repetida después de empatar inicialmente 1-1 en Hampden Park ante 22.000 fanáticos. Stewart, Drew Jarvie y Pat McMahon fueron fichados por clubes profesionales después de la final. 

## Ayr United
A los 20 años, Stewart fue fichado por Ally MacLeod para unirse al Ayr United en 1967. MacLeod se había unido el año anterior y convirtió al modesto club de Somerset Park en un equipo muy respetado. Stewart, Dick Malone , Quinton Young y Johnny Doyle jugaron en el nivel Sub-23 para Escocia, mientras que Alex Ingram jugó para la Liga Escocesa. En 1969, Ayr fue ascendido como subcampeón por detrás del Motherwell a la máxima categoría de la entonces Liga Escocesa de Fútbol de dos divisiones. En esa temporada de ascenso, Ayr llevó al Celtic a un replay en la Copa de la Liga Escocesa 1968-69. Ayr se mantuvo en la máxima categoría mientras Stewart estaba allí, culminando en un sexto lugar en 1973, un lugar por debajo del Dundee FC, cuyo quinto lugar los clasificó para la Copa de la UEFA 1973-74. En la Copa Escocesa 1972-73, Ayr perdió en la semifinal 2-0 ante los eventuales ganadores, Rangers. Se fue en octubre de 1973 y su etapa en Somerset Park coincidió con la de Alex Ferguson en el equipo de jugadores. Jugó 251 partidos con el primer equipo del Ayr United y en 2008 fue el primer portero en ser incluido en el Salón de la Fama del Ayr United.

## Leeds United
A los 26 años, fue fichado por el Leeds United de Don Revie por una tarifa de 30.000 libras como reemplazo de Gary Sprake y como suplente de David Harvey. Leeds ganó la Primera División justo después de que se uniera en 1974, pero solo contribuyó con 3 apariciones durante la campaña. Cuando Harvey se estaba recuperando de un accidente automovilístico en 1975, Stewart tuvo una carrera a fines de temporada en el primer equipo. Esto significó que Stewart jugó en la victoria de cuartos de final de la Copa de Europa 1974-75 contra el Anderlecht. En la semifinal, dio lo que el Leeds United informa como su mejor actuación para el club manteniendo a raya a Johan Cruyff y Johan Neeskens para eliminar al Futbol Club Barcelona. Leeds perdió 2-0 en la final ante el Bayern Munich en el Parque de los Principes en París. A pesar de que el Leeds describió a Stewart como "un portero valiente y fantástico" y por haber hecho "paradas inspiradoras" en la carrera europea, Harvey se convirtió en la primera opción al recuperar la forma. La única otra participación de Stewart en el primer equipo del Leeds fue en 1977. Hizo 74 apariciones con el primer equipo del Leeds.

## West Bromwich Albion
En 1979, con 31 años, fichó a mitad de temporada por Ron Atkinson en el West Bromwich Albion. Sustituyó a Tony Godden sin jugar en el primer equipo. Se marchó tras 18 meses en la pretemporada de 1980.

## Swansea City
A los 33 años, fichó por John Toshack en el Swansea City. En su primera temporada estuvo muy presente en la liga y consiguió el ascenso a la máxima categoría del fútbol inglés. Para la temporada siguiente, Toshack fichó a Dai Davies, lo que supuso que Stewart volviera a ser el portero suplente. Stewart dejó el Swansea en 1981 y fichó por el Ryoden de Hong Kong, donde jugó durante dos años.

## Escocia
Stewart debutó con la selección escocesa sub-23 el 14 de enero de 1970, cuando estaba en Ayr. Dos meses antes de cumplir 23 años, esta fue su única participación en esa categoría. Gales visitó Pittodrie Park en Aberdeen para un empate 1-1. John O'Hare, entonces del Derby County, marcó para Escocia y más tarde se unió a Stewart en el Leeds United cuando Brian Clough era el entrenador. Otro jugador del Leeds jugó junto a Stewart en el partido sub-23, Peter Lorimer.

## Años posteriores y muerte
Después de su etapa como jugador, regresó a Swansea, donde trabajó en una tienda de alfombras antes de convertirse en orfebre durante 20 años. Después de jubilarse, volvió a vivir en Kilsyth.
Stewart murió el 13 de noviembre de 2018, a los 71 años. Le sobrevive su esposa Anne. No tuvieron hijos.

## Honores
Kilsyth Rangers:
Copa Junior de Escocia 1967 – ganador
Ayr United:
1968-69 Segunda División Escocesa : ascenso
Miembro del Salón de la Fama 2008
Leeds United:
Final de la Copa de Europa de 1975 – subcampeón
Swansea City:
Liga de fútbol 1980-81 : ascenso a la segunda división
- Datos: Q723284